# كينجي دويهارا
 كينجي دويهارا  (باليابانية: 土肥原賢二؛ بالكانا: どいはら けんじ)| 土肥原 賢 二 | إضافي = أغسطس 8 من 1883 - 23 ديسمبر من 1948 كان عام الجيش الياباني الإمبراطوري خلال الحرب العالمية الثانية وكان له دور أساسي في التخطيط ل الغزو الياباني لمنشوريا. كان يلقب Doihara "" لورانس من منشوريا "  مع إشارة إلى لورنس العرب من الغربية.

## السيرة الذاتية

### النشأة والمهنة
ولد دويهارا في أوكاياما في محافظة أوكاياما. وقال انه حضر المدارس الإعدادية العسكرية في شبابه، وتخرج من تعزيز السادس عشر للأكاديمية إمبراطورية الجيش الياباني في عام 1904.  عُيَّن لمختلف أفواج مشاة كضابط المتدرب وعاد إلى المدرسة تخرج في الترقية الرابعة والعشرين لجامعة جيش الحرب في عام 1912.
بعد التخرج، وقال انه تم ارساله إلى بكين في الصين كمساعد الملحق العسكري. يمكن لدويهارا أن يتكلم اللغة الصينية (الماندرين الصينية) بطلاقة ويهيمن على العديد من اللهجات الصينية. مع المهارات اللغوية وفهم التاريخ والثقافة الصينية، وDoihara قريبا الموجهة للعمل تجسس. أمضى معظم بداية حياته المهنية في مختلف المواقف شمال الصين، إلا لفترة وجيزة بين عامي 1921 و 1922، وهذا ما حدث للقوات اليابانية في شرق روسيا خلالاجتياح سيبيرياالتدخل سيبيريا.
وفي الوقت نفسه، قدم Doihara طريقها لارتقاء سلم العسكرية وكلف فوج المشاة 2 من الجيش الإمبراطوري الياباني 1926-1927 و3 في عام 1927. وفي العام نفسه، وقال انه كان جزءا من وفد رسمي إرسالها إلى الصين ثم  عُيَّن إلى شعبة 1 من 1927 إلى 1928.  عُيَّن مستشارا عسكريا الحكومة الصينية حتى عام 1929. في عام 1930، تمت ترقيته إلى العقيد القيادة وبتكليف فوج المشاة 30th.

### «لورانس من منشوريا»
وقد اعترف أداء Doihara وكلف لموظفي الجيش الإمبراطوري الياباني من 1930 إلى 1931، حيث أوكلت إليه مهمة قيادة عمليات التجسس العسكري من المكتب العسكري من تيانجين. تم نقل في العام التالي إلى شنيانغ مديرا لخاص كالة هوتين، مكتب آخر للتجسس تحت سيطرة جيش كوانتونغ حيث كان في الخدمة حتى أوائل 1932.
بينما في شنيانغ، Doihara مع العقيد Itagaki سيشيرو ساهم بشكل أساسي في الهندسة حادثة موكدين و (كجزء من لاحقة غزو منشوريا) ورشوة جنرالات التعاون شمال شرق الجيش شي هيئة الاستثمار القطرية في جيلين، تشانغ تشينغ هوى في هاربين وتشانغ هاي بنغ في تاونان، شمال شرقي محافظة لياونينغ.
ثم تم إرسال Doihara التي كتبها Itagaki لاعادة الإمبراطور السابق بويى من أسرة تشينغ إلى منشوريا. وكانت الخطة أن نتظاهر بأن بويى عادوا لاستعادة عرشه في استجابة لمطلب شعبي في منشوريا وعلى الرغم من أن اليابان يجب القيام به مع عودته شيء، لا يمكن أن تفعل أي شيء لمعارضة مطلب شعبي. لتنفيذ هذه الخطة، كان لابد من النزول إلى بويى في ينغكو قبل جمد الميناء؛ لذلك، كان من الضروري أن تصل قبل 16 نوفمبر من 1931. مع النجاح، استغرق Doihara بوي إلى منشوريا في الموعد المحدد. لهذه العملية، وكان Doihara مساعدة لا تقدر بثمن من الصين واليابان التجسس يوشيكو كاواشيما.
في أوائل عام 1932، وأرسلت Doihara لرئاسة وكالة الخاصة هاربين من جيش كوانتونغ، حيث بدأ المفاوضات مع الجنرال ما زانشان بعد هذا قد طردوا من تشيتشيهار من قبل اليابانيين. كان موقف ما غامضاً: فقد واصلت المفاوضات بينما كانت تدعم الجنرال تينغ تشاو الذي كان في قاعدة هاربين. عندما أدركت أن Doihara مفاوضاتهم لن تؤدي إلى أي مكان، وقال انه طلب من امراء الحرب من منشوريا، شي هيئة الاستثمار القطرية، لدفع بقواته إلى اتخاذ هاربين حساب عام تينغ تشاو. ومع ذلك، أدرك عام يمكن التغلب على قوات تشاو تينغ شي هيئة الاستثمار القطرية وDoihara أنه ستكون هناك حاجة القوات اليابانية لتحقيق النجاح. لتبرير هذا التدخل، ملفقة Doihara ما يسمى  حادث هاربين .

### من غزو الصين إلى الحرب العالمية الثانية
من 1936 إلى 1937 وكان قائد 1 قسم الاحتياطي في اليابان حتى حادث جسر ماركو بولو، عندما أوكلت إليه قيادة من [قسم ال14 [(اليابان) | قسم 14]] من 1 <الصغيرة>  في شارع </ sup> </ small> الجيش الياباني في شمال الصين. بعد معركة Lanfeng، ومقدر Doihara لهيئة الأركان العامة كرئيس للوكالة الخاصة 
بعد استسلام اليابان، تم اعتقاله من قبل القائد الأعلى لقوات الحلفاء سلطات الاحتلال الحلفاء ومعالجتها قبل المحكمة العسكرية الدولية للشرق الأقصى أنها من الفئة A الحرب الإجرامية جنبا إلى جنب مع أعضاء آخرين من إدارة مسؤولة عن سياسات منشوريا اليابانية هناك. وأدين بتهم 1، 27، 29، 31، 32، 35، 36 و 54 وحكم عليه بالإعدام، في حين أن زميله القريب ناوكي هوشينو، الخبير المالي ومدير اليابانية الدولة اوبيو احتكار مكتب في مانشوريا، حكم عليه بالسجن مدى الحياة. ووفقا للائحة الاتهام، كأدوات الحكومات اليابانية المتعاقبة، أنها: «... وتطبيق سياسة منهجية لإضعاف إرادة السكان الأصليين لمقاومة (...) تشجيع مباشر وغير مباشر زيادة الإنتاج والواردات من الأفيون والمخدرات الأخرى، وتعزيز بيع واستهلاك هذه العقاقير بين هؤلاء الناس». <ref> The Opium Empire: Japanese Imperialism and Drug Trafficking in Asia، 1895-1945، John M. Jennings، p.102، Praeger، 1997، قالب:ردم </ ref> كان شنق في 23 ديسمبر 1948 في سجن سوجامو. <ref> Maga، Sentence in Tokyo </ ref>